# Cassià Maria Just i Riba
Cassià Maria Just i Riba (Joan Just i Riba, Barcelona, 22 d'agost de 1926 - Montserrat, 12 de març de 2008) fou un religiós i músic català, que fou abat de Montserrat des de 1966 fins a 1989, considerat un dels referents en la modernització de l'església catalana.

## Formació
Fill del músic Joan Just i Bertran, va rebre els primers estudis a l'Ateneu Igualadí de la Classe Obrera i el 1939 va ingressar a l'escolania de Montserrat per tal d'estudiar música gràcies als oficis del seu mestre Anselm Ferrer i Bargalló. Allí va tenir com a mestre David Pujol i Roca.
Apassionat de l'orgue, en va fer estudis al Pontifici Institut de Música Sacra (Roma), on també hi va estudiar cant gregorià. Del 1955 al 1956 marxà a París per tal d'ampliar els seus coneixements d'orgue; allí hi va tenir com a mestres André Marchal i Norbert Dufourcq en orgue i André Jolivet en composició. Organista reconegut, ha escrit algunes composicions polifòniques.

## Carrera religiosa
El 5 d'agost de 1942 va ingressar al monestir i el 27 d'agost de 1950 fou ordenat sacerdot. El 1964 fou nomenat prior del monestir de Montserrat, i l'1 de desembre de 1966 fou escollit abat en substitució de Gabriel Maria Brasó, que era l'abat coadjutor des de 1961 i el qual havia quedat com a únic abat des del 12 de març de 1965 quan l'abat Aureli Maria Escarré i Jané fou expulsat del territori espanyol pel règim franquista.
Cassià Maria Just va continuar la línia marcada pel seu predecessor, l'exiliat abat Escarré, de defensa dels drets humans i de la personalitat catalana, així com de crítica a les jerarquies eclesiàstiques, a les que reclama més obertura als temps actuals en la línia marcada del Concili del Vaticà II. Durant el seu mandat va procurar mantenir la projecció religiosa de Montserrat com a referent en l'àmbit estatal i internacional, alhora que defensava el patrimoni històric i cultural del monestir i es preocupava per mantenir una bona convivència, guanyant-se fama de persona pluralista.
En la seva empresa de defensa dels drets humans es va enfrontar en diverses ocasions als governadors civils de Barcelona acollint, la trobada d'intel·lectuals, artistes i professionals l'any 1970 reunits en protesta al consell de guerra contra sis militants d'ETA amenaçats de pena de mort, conegut com a procés de Burgos. Més tard apadrinà altres protestes antifranquistes com la Marxa per la Llibertat i les vagues de fam de Lluís Maria Xirinacs. També es posà al costat de la família de Salvador Puig i Antich, en el procés judicial contra ell al final del franquisme.
El 1989 va renunciar al càrrec d'abat, essent succeït per Sebastià Bardolet, i fou elegit visitador general de la Congregació Benedictina de Subiaco (actualment Congregació de Subiaco-Montecassino), a la qual pertany el monestir de Montserrat, fins al 1996. Poc després va fer unes declaracions criticant la postura de l'Església vers l'ús dels anticonceptius, declarant-se'n partidari. També va demanar a les autoritats catòliques una revisió de la postura social vers l'eutanàsia i l'homosexualitat.
El 1991 va crear la Fundació Cassià Just Recerca i Desenvolupament, que té per finalitat la integració social i laboral de persones amb discapacitat intel·lectual, i va rebre la Creu de Sant Jordi. Posteriorment va participar en algunes marxes a favor de la pau al País Basc i el 2004 donà suport públicament Josep Lluís Carod Rovira quan fou acusat d'haver mantingut converses amb ETA a Perpinyà.
La matinada del 12 de març de 2008 va morir a la infermeria del monestir de Montserrat als 81 anys després d'haver patit una embòlia tres dies abans i arrossegar un càncer.